# Mangalcoris
Mangalcoris is een geslacht van wantsen uit de familie van de Miridae (Blindwantsen). Het geslacht werd voor het eerst wetenschappelijk beschreven door Murphy & Polhemus in 2012.

## Soorten
Het genus is monotypisch en bevat alleen de volgende soort:

- Mangalcoris miniatus Murphy & Polhemus, 2012